# Qualificazioni al campionato mondiale di calcio 1982
109 squadre partecipano alle qualificazioni per il Campionato mondiale di calcio 1982 per un totale di 24 posti disponibili per la fase finale. È il primo mondiale con 24 squadre nella fase finale (tale numero rimarrà invariato fino al 1994) ed è l'ultimo mondiale dove l'AFC e l'OFC concorrono nello stesso percorso di qualificazione. La Spagna (come paese ospitante) e l'Argentina (come campione in carica) sono qualificate automaticamente, lasciando così solo 22 posti per la fase finale.
I 24 posti disponibili per la Coppa del Mondo 1982 sono suddivisi tra le confederazioni nei seguenti modi:
- Europa (UEFA): 14 posti, di cui uno già occupato dalla Spagna; gli altri 13 posti sono contesi da 33 squadre (incluso Israele).
- Sud America (CONMEBOL): 4 posti, di cui uno già occupato dall'Argentina; gli altri 3 posti sono contesi da 9 squadre.
- Nord America, Centro America e Caraibi (CONCACAF): 2 posti, contesi da 15 squadre, riservati al vincitore e al secondo classificato del Campionato CONCACAF 1981.
- Africa (CAF): 2 posti, contesi da 29 squadre.
- Asia (AFC) e Oceania (OFC): 2 posti, contesi da 21 squadre.

Per la prima volta venne usata la regola dei gol in trasferta. Il Niger si qualificò ai danni di Somalia e Togo grazie a questa regola.
Con l'espansione della fase finale da 16 a 24 squadre si qualificarono per la prima volta due squadre africane ed asiatiche/oceaniane.
103 squadre hanno giocato almeno una partita di qualificazione; le partite giocate sono state 306, con 797 gol segnati (con una media di 2,60 a partita).
Durante le qualificazioni la Nuova Zelanda stabilì numerosi primati: giocò 15 partite di qualificazione, viaggiò per 55.000 miglia durante quella fase, il 13-0 con cui si impose sulle Figi rappresentò un primato mondiale (poi battuto dall'Australia), Steve Sumner fece 6 gol durante quella sola partita e il portiere Richard Wilson non subì gol per ben 921 minuti.
Il sorteggio per determinare il calendario e la composizione dei gruppi eliminatori si è svolto a Zurigo il 14 ottobre 1979.

## Zone continentali
UEFA
Gruppo 1 -  Germania Ovest e  Austria qualificate.
Gruppo 2 -  Belgio e  Francia qualificati.
Gruppo 3 -  Unione Sovietica e  Cecoslovacchia qualificate.
Gruppo 4 -  Ungheria e  Inghilterra qualificate.
Gruppo 5 -  Jugoslavia e  Italia qualificate.
Gruppo 6 -  Scozia e  Irlanda del Nord qualificate.
Gruppo 7 -  Polonia qualificata.
CONMEBOL
Gruppo 1 -  Brasile qualificato.
Gruppo 2 -  Perù qualificato.
Gruppo 3 -  Cile qualificato.
CONCACAF
 Honduras e  El Salvador qualificati.
CAF
 Algeria e  Camerun qualificati.
AFC e OFC
 Kuwait e  Nuova Zelanda qualificati.

## Squadre qualificate

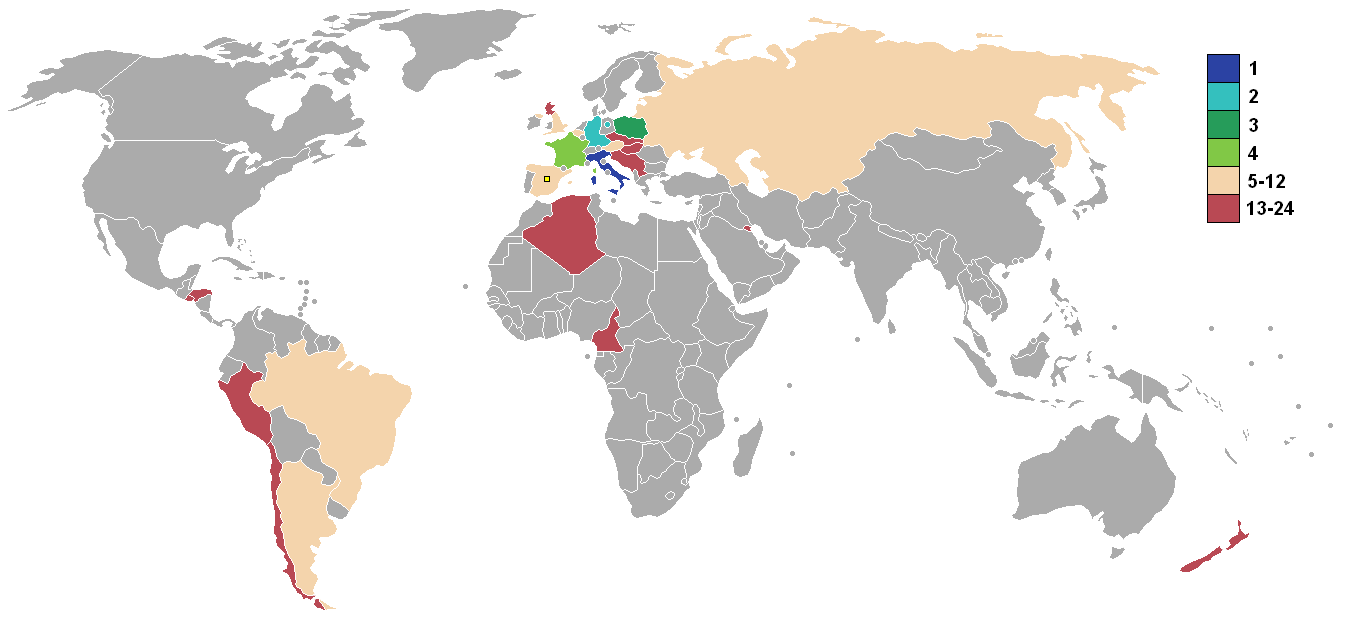
Squadre qualificate

| Squadra          | Numero di presenze | Numero di presenze consecutive | Ultima apparizione |
| ---------------- | ------------------ | ------------------------------ | ------------------ |
| Algeria          | 1                  | 1                              | esordiente         |
| Argentina        | 8                  | 3                              | 1978               |
| Austria          | 5                  | 2                              | 1978               |
| Belgio           | 6                  | 1                              | 1970               |
| Brasile          | 12                 | 12                             | 1978               |
| Camerun          | 1                  | 1                              | esordiente         |
| Cile             | 6                  | 1                              | 1974               |
| Cecoslovacchia   | 7                  | 1                              | 1970               |
| El Salvador      | 2                  | 1                              | 1970               |
| Francia          | 8                  | 2                              | 1978               |
| Germania Ovest   | 10                 | 8                              | 1978               |
| Honduras         | 1                  | 1                              | esordiente         |
| Inghilterra      | 7                  | 1                              | 1970               |
| Irlanda del Nord | 2                  | 1                              | 1958               |
| Italia           | 10                 | 6                              | 1978               |
| Jugoslavia       | 7                  | 1                              | 1974               |
| Kuwait           | 1                  | 1                              | esordiente         |
| Nuova Zelanda    | 1                  | 1                              | esordiente         |
| Perù             | 4                  | 2                              | 1978               |
| Polonia          | 4                  | 3                              | 1978               |
| Scozia           | 5                  | 3                              | 1978               |
| Spagna           | 6                  | 2                              | 1978               |
| Ungheria         | 8                  | 2                              | 1978               |
| Unione Sovietica | 5                  | 1                              | 1970               |